# Ajuma Nasenyana
Ajuma Nasenyana est un top model kenyan, née en 1984. Elle a travaillé notamment avec Vivienne Westwood, ou encore Victoria's Secret, parmi différents créateurs et marques. Elle est connue aussi pour avoir réagi contre une mode d'éclaircissement de la peau en Afrique.

## Biographie
Ajuma Nasenyana est née en 1984 dans la ville de Lodwar, une localité située dans le District de Turkana au Kenya, et dans la vallée du Rift. Ce territoire est connu pour ses athlètes spécialistes de courses de fond, et elle-même envisage un parcours dans cette discipline, participant à un groupe d'entrainement à Eldoret, pour échapper à la misère et au dénuement de cette région.
Sa première incursion dans le monde du mannequinat est lors de la compétition Miss Tourisme du Kenya en 2003, où elle est couronnée Miss Nairobi,,. C'est à travers cette compétition qu'elle attire l'attention de Lyndsey McIntyre de l'agence de mannequins Surazuri Modeling.
Peu de temps après, des photos de l'agence Gamma sur McIntyre et Ajuma Nasenyana sont compilés dans un portefolio et présenté à l'agence internationale de mannequins Ford Models, qui sélectionne Ajuma Nasenyana  pour son concours annuel Supermodel of the World. En novembre 2003, Nasenyana voyage en Europe pour étoffer son portefolio avant la finale à New York. Elle signe avec plusieurs agences à Londres, en Italie, Autriche, Espagne, Irlande, et Suède. Elle est finalement la quatrième des finalistes du concours Supermodel of the World.
Elle participe ensuite au New York Fashion Week aux côtés de Naomi Campbell et Alek Wek, pour des concepteurs tels que Baby Phat et Carlos Mienes avant de se rendre à Milan pour travailler avec des maisons de mode telles que Emanuel Ungaro au cours de la semaine de la mode italienne. Paris est la destination finale au cours de l'hiver. Elle y est retenue comme modèle principal par la styliste londonienne Vivienne Westwood. Elle figure également dans plusieurs magazines, dont Dazed & Confused, réalise une vidéo pour Lacoste, et un catalogue pour Issey Miyake. En 2006, elle est photographiée pour le magazine Elle par Gilles Bensimon. Tout en continuant d'être un des modèles phares de Vivienne Wetwood, elle est sélectionnée par la marque Victoria's Secret, et d'autres créateurs, Martin Grant, Alexis Mabille, Marc Jacobs, etc.. En 2008, Juergen Teller la photographie pour une campagne publicitaire de Vivienne Westwood, à côté de la créatrice. En 2011, elle est désignée Modèle de l'Année 2012 par l'African Fashion International (AFI). Elle fonde également une famille.
Revenant régulièrement au Kenya, elle y réagit sur le recours au blanchiment de la peau. Dans une interview à un journal kényan, le Daily Nation, en 2012, elle déclare : « Je n'ai jamais essayé de changer ma peau. Je suis naturelle. Les gens en Europe et en Amérique aime ma peau sombre. Mais ici, au Kenya, dans mon pays d'origine, certains considèrent que ce n'est pas très attrayant. »,. Elle lance sur place en 2013 une agence de mannequinat, City Models Africa.